# FC Emmendingen
Der FC Emmendingen 03 ist ein Fußballverein mit rund 600 Mitgliedern aus dem badischen Emmendingen.

## Geschichte
Der Verein wurde 1903 als FV Emmendingen gegründet. 1956 fusionierte der FV Emmendingen mit dem 1921 gegründeten SV Emmendingen zum FC Emmendingen 03.
Von 1964 bis 1965 spielte der Verein eine Spielzeit in der damals zweitklassigen Regionalliga Süd. Mit der erschreckenden Bilanz von nur einem Sieg und zwei Unentschieden bei 33 Niederlagen und einer Torbilanz von 31:158 stieg die Mannschaft völlig chancenlos ab. Der einzige Sieg gelang erst am vorletzten Spieltag mit 1:0 beim Mitabsteiger TSG Ulm 1846. Die höchsten Niederlagen kassierte der Verein unmittelbar hintereinander am 34. Spieltag auswärts beim SSV Reutlingen 05 und am 35. Spieltag zu Hause gegen den späteren Aufsteiger FC Bayern München mit jeweils 0:10 Toren.
Nach dreizehn Jahren in der 1. Amateurliga Südbaden konnte sich der Verein 1978 nicht für die neu gegründete Amateur-Oberliga Baden-Württemberg qualifizieren und wurde in die damals viertklassige Verbandsliga Südbaden eingeordnet. Nach dem zwischenzeitlichen Abstieg bis in die Fünftklassigkeit gelang 1989 der Aufstieg in die baden-württembergische Oberliga. Der Abstieg folgte jedoch nach nur einer Spielzeit.
Erst 2005 kehrte die 1. Mannschaft in die Oberliga Baden-Württemberg zurück, stieg jedoch am Ende der Saison 2006/2007 wieder ab.
In der Saison 2008/09 stieg der FCE als Tabellenletzter aus der Verbandsliga Südbaden ab, so dass die Mannschaft in der Spielzeit 2009/10 wieder in der siebtklassigen Landesliga antreten musste. In der Saison 2010/11 wurde der zweite Platz erreicht und die damit verbundenen Aufstiegsspiele. Nach einem 1:0-Heimsieg gegen den VfB Gaggenau und einem 2:2 bei der SG Dettingen-Dingelsdorf stieg der FCE in die Verbandsliga Südbaden auf. 2012 stieg man erneut in die Landesliga ab. Seit der Saison 2019/20 spielt der Verein sogar nur noch in der achtklassigen Bezirksliga Freiburg. 2021, 2022, 2023 und 2024 wurde man jeweils Zweiter in dieser Spielklasse, verfehlte jedoch in der anschließenden Aufstiegsrunden jeweils die Rückkehr in die Landesliga. Nach der 5. Vizemeisterschaft in Folge konnte man im fünften Anlauf die Relegationsspiele gegen den SG FC Wehr-Brennet gewinnen und kehrte zur Saison 2025/26 in die Landesliga zurück.

## Erfolge
- 1-mal Aufstieg in die Regionalliga Süd (1964)
- 4-mal Südbadischer Pokalsieger (1966, 1986, 1988, 2003)
- 3-mal Meister 1. Amateurliga Südbaden (1963, 1964, 1971)

## Stadion
Spielstätte ist das 10.000 Zuschauer fassende Elzstadion.

## Bekannte Spieler und Trainer

### Spieler
- Heiko Herrlich (1984 bis 1986, Jugend)
- Joël Kitenge (luxemburgischer Nationalspieler, 2007 bis 2008)
- Kenneth Schmidt (Jugendspieler bis 2017)
- Djelaludin Sharityar, ehemaliger Spieler, afghanischer Nationalspieler
- Lars Voßler (Jugendspieler, heute Co-Trainer SC Freiburg)

### Trainer
- Valentin Herr (2006/07)
- Herbert Reiß (Juni 2007 bis Januar 2008)
- Michael Pfahler (seit Januar 2011)
- Simon Ehret (Juli 2013 bis Juni 2015)
- Dino Saggiomo (Juli 2015 bis Juni 2018)
- Mark Costa (seit 1. Juli 2018)